# Karl Lashley
Karl Lashley (Davis (West Virginia), 7 augustus 1890 – Poitiers (Frankrijk), 7 juni 1958) was een Amerikaans behavioristisch georiënteerd psycholoog. 

## Biografie
Karl Spencer Lashley werkte na het behalen van zijn Ph.D in de genetica aan de Johns Hopkins Universiteit samen met John Watson, een van de grondleggers van het behaviorisme. In de drie jaar die hierop volgden (1914-1917), legde hij de basis voor zijn latere onderzoekswerk. In 1920 werd hij aangesteld als assistent-professor aan de Universiteit van Minnesota, Minneapolis waar zijn onderzoek naar hersenfuncties hem een benoeming als hoogleraar opleverde. Later was hij hoogleraar aan de Universiteit van Chicago (1929-1935) en Harvard Universiteit (1935-1955). Hij was ook een tijdlang (van 1942-1955) directeur van het bekende Yerkes Laboratorium van het Primatencentrum in Orange Park, Floria

## Werk
Lashley verwierf grote bekendheid door zijn onderzoek naar leren en geheugen. Zijn onderzoek richtte zich vooral op de invloed van laesies op het leren van doolhoven (maze learning) bij ratten. Omdat hij niet in staat bleek in de hersenen één specifieke locatie te vinden voor het geheugen (door hem aangeduid als 'engram') concludeerde hij dat het geheugen over de gehele hersenschors verspreid moest zijn. De twee belangrijke door Lashley gepropageerde principes staan bekend als equipotentialiteit en massawerking.
- Bibsys: 90580879
- Bibliothèque nationale de France: cb12392474z (data)
- CiNii: DA06111241
- Gemeinsame Normdatei: 118778854
- International Standard Name Identifier: 0000 0001 0984 5390
- Library of Congress Control Number: n80159701
- Bibliotheek van het Japanse parlement: 00539748
- Nationale Bibliotheek van Tsjechië: jn20010525305
- Nationale bibliotheek van Australië: 35078632
- Nationale Bibliotheek van Israël: 987007280520005171
- Nederlandse Thesaurus van Auteursnamen: 073865141
- Réseau des bibliothèques de Suisse occidentale: 02-A003497822
- SNAC: w6gf12nc
- Système universitaire de documentation: 033014620
- Trove: 820150
- Virtual International Authority File: 69725458
- WorldCat: E39PBJtCxmTbQGvtBDQdDwYVmd